# جورج غودفري (صحفي)
جورج غودفري (بالإنجليزية: George Godfrey)‏ هو نقابي وصحفي أسترالي، ولد في 5 نوفمبر 1904، وتوفي في 16 سبتمبر 1989.